# 高麗若光
高麗若光（生卒年不詳），原名玄武若光，来自高句丽。
是日本奈良时代豪族、在廳官人。高麗王氏，
武藏国高丽郡大领，官位從五位下。《日本書紀》作玄武若光，《續日本紀》作高麗若光。

## 生涯
他是高句丽王族的後代，666年（天智天皇五年）作为副使出使日本。668年（天智七年），唐与新罗灭高句丽，若光失去了回國的機會，留在了日本。
高麗若光最早居住在相模國的大磯（今神奈川縣大磯町），並被日本朝廷敘為從五位下的官階。703年（大寶三年），文武天皇賜予他「高麗王」的氏。716年，日本在武藏國設立高麗郡，並將分散在東海道七國的1799名高麗人遷往此處安置。高麗若光離開了大磯，前往高麗郡擔任大領（郡司）。大磯的住民慕其恩德，建立高麗寺（高來神社的別當寺，今以廢寺）以紀念若光。
晚年的高麗若光蓄著白色的髭鬚，高麗郡的郡民尊敬他，稱之為白髭樣。其逝世年份不詳，死後被高麗郡的人尊為神，祀於高麗神社，稱白髭明神。由於其生前崇拜日本的猿田彥命和武內宿禰，因此猿田彥命和武內宿禰也被附祀於高麗神社。
高丽神社与高來神社以他为主神。埼玉縣日高市新堀的聖天院、勝樂寺是高麗氏的菩提寺，為其第三子高麗聖雲所建。高麗若光的墳墓則位於聖天院、勝樂寺雷門手前右側。
高丽氏作為日本奈良時代的豪族，直至战国时代才消失。而高麗若光的子孫擔任高麗神社的神職直至如今。

## 外部連結
- 高麗氏系譜
- 高麗神社 （页面存档备份，存于）